# Jury Szajunou
Jury Szajunou (biał. Юры Шаюноў; ur. 22 października 1987) – białoruski lekkoatleta specjalizujący się w rzucie młotem.
Pierwszy sukces odniósł w roku 2005 kiedy zdobył brązowy medal mistrzostw Europy juniorów. Dwa razy – w 2007 i 2009 – zdobywał tytuł młodzieżowego mistrza Europy. Mistrz uniwersjady w Belgradzie (2009).
Reprezentant kraju w pucharze Europy w rzutach.

## Osiągnięcia
| Rok  | Impreza                                 | Miejsce               | Pozycja           | Wynik |
| ---- | --------------------------------------- | --------------------- | ----------------- | ----- |
| 2004 | Mistrzostwa świata juniorów             | Grosseto              | el. – 6. miejsce  | 66,89 |
| 2005 | Mistrzostwa Europy juniorów             | Kowno                 | 3. miejsce        | 74,78 |
| 2006 | Mistrzostwa świata juniorów             | Pekin                 | 4. miejsce        | 76,95 |
| 2007 | Młodzieżowe mistrzostwa Europy          | Debreczyn             | 1. miejsce        | 74,92 |
| 2008 | Zimowy puchar Europy                    | Split                 | 1. miejsce        | 73,32 |
| 2009 | Zimowy puchar Europy                    | Teneryfa              | 1. miejsce        | 73,37 |
| 2009 | Młodzieżowe mistrzostwa Europy          | Kowno                 | 1. miejsce        | 78,16 |
| 2009 | Mistrzostwa świata                      | Berlin                | el. – 26. miejsce | 71,37 |
| 2009 | Uniwersjada                             | Belgrad               | 1. miejsce        | 76,92 |
| 2010 | Zimowy puchar Europy                    | Arles                 | 2. miejsce        | 76,30 |
| 2010 | Mistrzostwa Europy                      | Barcelona             | el. – 20. miejsce | 71,10 |
| 2011 | Zimowy puchar Europy w rzutach          | Sofia                 | 2. miejsce        | 77,41 |
| 2011 | Mistrzostwa świata                      | Daegu                 | –                 | NM    |
| 2012 | Mistrzostwa Europy                      | Helsinki              | el. – 17. miejsce | 72,18 |
| 2013 | Zimowy puchar Europy w rzutach          | Castellón de la Plana | 5. miejsce        | 74,38 |
| 2013 | Superliga drużynowych mistrzostw Europy | Gateshead             | 6. miejsce        | 73,95 |
| 2013 | Uniwersjada                             | Kazań                 | 4. miejsce        | 75,82 |
| 2013 | Mistrzostwa świata                      | Moskwa                | 12. miejsce       | 73,68 |
| 2015 | Zimowy puchar Europy w rzutach          | Leiria                | 4. miejsce        | 73,27 |
| 2015 | Mistrzostwa świata                      | Pekin                 | el. – 18. miejsce | 72,87 |
| 2017 | Puchar Europy w rzutach                 | Las Palmas            | 4. miejsce        | 73,60 |

## Rekordy życiowe
- rzut młotem – 80,72 (2009)